# 金头盔奖
金头盔奖是中国人民解放军空军授予精英王牌飞行员的奖品，其外形流金溢彩，与真实的战斗机飞行员头盔一比一比例，因原本的洁白镀上了光芒四射的金色，故冠名“金头盔”。该奖品在2011年由中国空军创立，每年举办一届。通过选拔全军精英飞行员在高强度的比武对抗中进行的类似于PK性质的飞行竞赛获胜者所得，被中国空军战斗机飞行员视为职业生涯的最高荣誉。

## 比赛

### 第一届
- 第一届“金头盔”竞赛，于2011年底举行。共100余名飞行员参加，共10个项目，10名飞行员得到金头盔。
- 歼10组3顶金头盔，全部来自成空某歼10团，分别由彭礼忠，苏宛，万松峰获得。
- 歼11组3顶金头盔，其中2顶来自成空某歼11团，由飞行员刘晓鹏，蒋佳冀获得，另1顶来自广空某歼11团，由飞行员王海峰获得。
- 苏30组4顶金头盔，全部来自南空某苏30团，由飞行员郝井文，颜锋等4人获得。
- 其中南空某团团长郝井文，之后晋升为空军某师副师长，空军师改旅后成为旅长，其旅6次夺得空军“金头盔”、“金飞镖”实战化军事训练比武竞赛团体第一，10人次夺得“金头盔”、6人次获得“金飞镖”，数量为空军之首，2018年该旅换装歼20。成空某团大队长蒋佳冀空战中打出42：0的战绩。

### 第二届
- 第二届“金头盔”竞赛，于2012年11月举行，共108名飞行员参加，共9个项目，11名飞行员得到金头盔。其中成空某团大队长蒋佳冀成为首个蝉联金头盔飞行员[4]。沈空某团副团长许利强获得金头盔。
- 歼7组1顶，来自北空某歼7团，由飞行员徐卫军夺得。
- 歼8组1顶，来自广空某歼8团，由飞行员袁星夺得。
- 歼10组2顶，全部来自南空某歼10团，分别由飞行员陆冬辉，郑平夺得。
- 歼11组2顶，1顶来自济空某歼11团，由飞行员张江涛夺得，另1顶来自成空某歼11团，由飞行员蒋佳冀夺得。
- 歼11B组1顶，来自沈空某歼11B团，由飞行员许利强夺得。
- 苏30组4顶，其中2顶来自南空某苏30旅，由飞行员王玉林，薛勇夺得，另2顶来自广空某苏30团，由飞行员孙丰海，赵庆东夺得。

### 第三届
- 第三届“金头盔”竞赛，于2013年底举行，共128名飞行员参加，共7个项目，9名飞行员得到金头盔。
- 歼8组2顶，其中1顶来自沈空某歼8团，由飞行员魏立明夺得，另1顶来自广空某歼8团，由飞行员袁星夺得.
- 歼10组2顶，全部来自（猜测）沈空某歼10团，分别由飞行员李峰，杨涛夺得。陈启强。
- 歼11组2顶，其中1顶来自广空某歼11团，由飞行员宋辉夺得，另1顶未知。
- 歼11B组1顶，来自沈空某歼11团，由飞行员许利强夺得（2014年调任旅长）。
- 苏30组2顶，来自试训某苏30团，由飞行员王仲文，刘彦新夺得。

### 第四届
第四届“金头盔”竞赛，于2014年9月举行，共170名飞行员参加，决出5个优胜单位和5顶金头盔。

### 第五届
第五届“金头盔”竞赛，于2015年12月举行，首次加入团体第一名优胜单位（三代机组）的天鹰杯称号。南空“神勇大队”所在团获得首个天鹰杯。李海明成为空军最年轻的“金头盔”三代机飞行员。

### 第六届
第六届“金头盔”竞赛，于2016年底举行。蓝军旅大队长杨朝辉获得金头盔。

### 第七届
第七届“金头盔”竞赛，于2017年底举行。16支航空兵部队近百名飞行员，在十多天时间里，角逐六个金头盔和一个“天鹰杯”。首次加入三代半机组--歼10B。

### 第八届
第八届“金头盔”竞赛，于2018年底举行。三代半机组加入歼10C、歼16。